# Lycaena amdoensis
Lycaena amdoensis är en fjärilsart som beskrevs av Wnukowsky 1929. Lycaena amdoensis ingår i släktet Lycaena och familjen juvelvingar. Inga underarter finns listade i Catalogue of Life.